# Boston-Marathon 1976
Der Boston-Marathon 1976 war die 80. Ausgabe der jährlich stattfindenden Laufveranstaltung in Boston, Vereinigte Staaten. Der Marathon fand am 19. April 1976 statt.
Bei den Männern gewann Jack Fultz in 2:20:19 h und bei den Frauen Kim Merritt in 2:47:10 h.

## Ergebnisse

### Männer
| Platz | Athlet          | Land               | Zeit (h) |
| ----- | --------------- | ------------------ | -------- |
| 01    | Jack Fultz      | Vereinigte Staaten | 2:20:19  |
| 02    | Mario Cuevas    | Mexiko             | 2:21:13  |
| 03    | Jose Dejesus    | Puerto Rico        | 2:22:10  |
| 04    | Jack Foster     | Neuseeland         | 2:22:30  |
| 05    | James Berka     | Vereinigte Staaten | 2:24:32  |
| 06    | Eduardo Pacheco | Puerto Rico        | 2:25:11  |
| 07    | Mike Burke      | Vereinigte Staaten | 2:26:11  |
| 08    | Ron Kurrle      | Vereinigte Staaten | 2:26:21  |
| 09    | Donald Slusser  | Vereinigte Staaten | 2:26:38  |
| 10    | David Fiskin    | Neuseeland         | 2:26:43  |

### Frauen
| Platz | Athletin          | Land               | Zeit (h) |
| ----- | ----------------- | ------------------ | -------- |
| 01    | Kim Merritt       | Vereinigte Staaten | 2:47:10  |
| 02    | Miki Gorman       | Vereinigte Staaten | 2:52:27  |
| 03    | Dorothy Doolittle | Vereinigte Staaten | 2:56:26  |
| 04    | Gayle Barron      | Vereinigte Staaten | 2:58:23  |
| 05    | Nancy Kent        | Vereinigte Staaten | 3:00:53  |
| 06    | Marilyn Bevans    | Vereinigte Staaten | 3:01:22  |
| 07    | Claire Spauwen    | Niederlande        | 3:04:46  |
| 08    | Harue Yamamoto    | Japan              | 3:05:36  |
| 09    | Lisa Lorrain      | Vereinigte Staaten | 3:11:01  |
| 10    | Liane Winter      | BR Deutschland     | 3:12:44  |